# Pleurococcus
Pleurococcus é um gênero de algas verdes, da família Chaetophoraceae. Elas podem ser encontradas crescendo em manchas escuras e úmidas de árvores, rochas e solo. Também podem ser encontradas sozinhas ou em ramos formando uma camada viscosa. São esféricas e com uma parede celular espessa para se proteger contra a perda excessiva de água.

### Dados científicos
- «Pleurococcus» (em inglês). ITIS (www.itis.gov)
- AlgaeBase
- Dados algaTerra
- Index Nominum Genericorum